# 离散事件仿真
离散事件模拟将系统随时间的变化抽象成一系列的离散时间点上的事件，通过按照事件时间顺序处理事件来演进，是一种事件驱动的仿真世界观。离散事件仿真将系统的变化看做一个事件，因此系统任何的变化都只能是通过处理相应的事件来实现，在两个相邻的事件之间，系统状态维持前一个事件发生后的状态不变。

## 同時估計法
同時估計法（Concurrent estimation）是离散事件仿真中使用的技術，用來估計離散事件動態系統下，不同參數設定的效果。例如觀察電腦模擬的通訊系統，其緩衝區大小為{\displaystyle B_{0}}，同時也會估測若緩衝區大小為{\displaystyle B_{1},\ldots ,B_{n}}等其他數值下的效能。此方法可以有效的在一次模擬測試產生{\displaystyle n}組不同的系統狀態變數歷史，其中在主模擬時，各個條件出現的機率相同。因此相較於針對n組參數，進行{\displaystyle n}次模擬，同時估計法在運算量上會比較節省。
此技巧是由Cassandras,、Strickland及Panayiotou所開發。